# Hexàpolis dòrica

Regions històriques d'Anatòlia en els períodes prehel·lènic i hel·lènic

L'Hexàpolis Dòrica va ser una lliga (Lliga Amficciònica) de ciutats de la costa de Cària i algunes illes properes formada per sis ciutats: Cnidos i Halicarnàs a Cària, l'illa de Cos (Cos) i les tres ciutats de Rodes (Lindos, Ialisos, i Camir o Camiros)
Tenia una constitució aristocràtica que va passar per alternatives de períodes democràtics i oligàrquics segons les hegemonies d'Atenes o d'Esparta, i va prosperar gràcies al comerç amb Creta, Síria i Egipte.
El centre de la Lliga era prop de Cnidos al promontori anomenat Triopi, on hi havia el temple d'Apol·lo Triopi. Cada any se celebrava allí un festival i uns jocs i s'honoraven als déus Posidó, Dèmeter, Persèfone i Hermes. Els premis dels guanyadors dels jocs es dipositaven al temple; Halicarnàs va trencar aquest costum i es va emportar els premis, i va acabar deixant la lliga, en part perquè tenia afinitats amb els jonis, i havia adoptat la seva llengua. Llavors la lliga va passar a ser la Pentàpolis dòrica. A la Guerra del Peloponès, aquesta lliga estava aliada amb Atenes.
La Pentàpolis dòrica va entrar en decadència després del terratrèmol del 226 aC i va desaparèixer amb el domini romà a partir de l'any 164 aC.